# Manoir du Guermain
Le manoir du Guermain est situé à Le Fœil, en France.

## Localisation
Le manoir est situé sur la commune du Fœil dans le département des Côtes-d'Armor, dans la région Bretagne.

## Description
Le manoir date du XVIe siècle, il conserve les gerbières aiguës et à crochets de la période ogivale. La porte à fronton triangulaire, pots à feu, colonnes cannelurées, chapiteaux ornés de bustes et de volutes apparaissent dans la région vers la fin du 16e siècle. L'édifice présente une tour d'escalier accolée à la façade postérieure. La façade principale possède une porte à colonnes, avec fronton triangulaire entre deux fenêtres.

## Historique
Le manoir est inscrit partiellement au titre des monuments historiques par arrêté du 11 juin 1964.

## Protection
Éléments protégés : les façades et les toitures.